# Старая Бурма
Ста́рая Бурма́ (баш. Иҫке Борма́) — упразднённая в 1986 году деревня Бурминского сельсовета Аскинского района Башкирской АССР. Находилась на правом берегу реки Тюй вблизи устья Бурминки.

## История
Во второй половине XIX века деревня Старая Бурма входила в состав 1-го стана Бирского уезда Уфимской губернии. Согласно сведениям 1870 года, в Старой Бурме было 31 двор и 154 жителя (74 мужчины и 80 женщин); преобладающая национальность — русские. Жители были заняты пчеловодством.
В 1920-х годах деревня Старая Бурма находилась в составе Аскинской волости Бирского кантона. По данным переписи 1920 года, в деревне было 66 дворов и 340 жителей (150 мужчин и 190 женщин); преобладающая национальность — русские. В 1952 году деревня Старая Бурма входила в Гординский сельсовет вместе с селом Новая Бурма. По данным на 1969 год, в деревне Старая Бурма Бурминского сельсовета проживал 141 человек; преобладающая национальность — русские. По данным на 1972 год, в деревне Старая Бурма Бурминского сельсовета преобладающая национальность — русские.
Исключена из учётных данных Указом Президиума ВС Башкирской АССР от 12.12.1986 N 6-2/396 «Об исключении из учётных данных некоторых населённых пунктов».

## Географическое положение
Расстояние до:
- центра сельсовета (Новая Бурма): 2 км[6][8],
- районного центра (Аскино): 6 км[6][8],
- ближайшей железнодорожной станции (Щучье Озеро): 42 км[6][8].